# Východní katolické církve
Tento článek pojednává o východních církvích v plném společenství s katolickou církví. Další východní křesťanské církve viz Východní křesťanství.
Východní katolické církve nebo orientální katolické církve, nazývané také katolické církve východního obřadu, katolické církve východního ritu nebo prostě východní církve, představují 23 východních křesťanských autonomních (sui iuris) partikulárních církví katolické církve, které jsou v plném společenství s papežem v Římě. Ačkoli se teologicky, liturgicky a historicky liší od latinské církve, jsou všechny v plném společenství s ní i mezi sebou navzájem. Východní katolíci jsou v katolické církvi výraznou menšinou; z 1,3 miliardy katolíků ve společenství s papežem je přibližně 18 milionů členů východních církví.
Většina východních katolických církví jsou skupiny, které v různých obdobích minulosti patřily k východní pravoslavné církvi, starobylým východním církvím nebo historické východní církvi; tyto církve prošly v průběhu dějin různými schizmaty. Východní katolické církve jsou společenství východních křesťanů, která se buď vrátila ke společenství s papežem, nebo v některých případech nikdy společenství nepřerušila. Uznání východních katolíků, kteří se vrátili do společenství, papežem bylo předmětem sporů v ekumenických vztazích s východními pravoslavnými a dalšími církvemi. V rámci východní katolické liturgie je zastoupeno pět historických liturgických tradic východního křesťanství, které tvoří alexandrijský obřad, arménský obřad, byzantský obřad, východosyrský obřad a západosyrský obřad, v důsledku čehož se katolická církev skládá ze šesti liturgických obřadů, východních obřadů spolu s liturgickými obřady latinské církve. To občas vede k záměně liturgického slova „obřad“ a institucionálního slova „církev“. Ačkoli některé teologické otázky rozdělují východní katolické církve od ostatních východních církví, které nejsou ve společenství s papežem, některé východní katolické jurisdikce připouštějí členy těchto církví k eucharistii a ostatním svátostem, jak to upravuje platné východní katolické kanonické právo.
Plné společenství s římským biskupem představuje vzájemné svátostné sdílení mezi východními katolickými církvemi a latinskou církví, včetně eucharistického společenství a uznání papežské svrchovanosti. Vztahy mezi východními a latinskými církvemi upravují ustanovení latinského kanonického práva z roku 1983 a Kodexu kánonů východních církví z roku 1990. Historicky vedl tlak na přizpůsobení se normám západního křesťanství praktikovaného většinovou latinskou církví k určitému zásahu (latinizaci) u některých východních katolických tradic. Dokument Druhého vatikánského koncilu Orientalium Ecclesiarum navázal na předchozí reformy a potvrdil právo východních katolíků zachovat si své odlišné liturgické zvyklosti, které odrážejí starobylou teologickou a duchovní praxi, jež se vyvinula v rámci východního křesťanství.
Kodex kánonů východních církví, vyhlášený v roce 1990, byl prvním kodifikovaným souborem kanonického práva, jímž se východní katolické církve společně řídí, a nahradil řadu ad hoc papežských dokumentů vydaných v této oblasti koncem 20. století, ačkoli každá církev má kromě toho také své vlastní vnitřní kánony a zákony. Členové východních katolických církví jsou povinni dodržovat normy své konkrétní církve týkající se slavení církevních svátků, uzavírání manželství a dalších zvyků. K pozoruhodným odlišným normám patří, že mnohé východní katolické církve pravidelně povolují svěcení ženatých mužů na kněze (i když ne na biskupy), na rozdíl od přísnějšího kněžského celibátu latinské církve. Kromě toho jsou východní katolíci, kteří usilují o uzavření manželství, podle kanonického práva povinni nechat si svazek požehnat knězem, i když se samotný sňatek koná ve farnosti latinské církve. Latinská církev naproti tomu umožňuje, aby jménem katolické církve svědčili manželský slib jak jáhni, tak kněží. Jak latinští, tak východní katolíci se však mohou svobodně účastnit katolické liturgie slavené v jakémkoli obřadu.

## Terminologie
Viz též: Katolická (termín) a Římskokatolická (termín)
Ačkoli jsou východní katolíci v plném společenství s papežem a členy celosvětové katolické církve, nejsou členy latinské církve, která používá latinský liturgický ritus, mezi nimiž je nejrozšířenější římský ritus. Východní katolické církve jsou naopak samostatnými partikulárními církvemi sui iuris, ačkoli udržují plnou a rovnoprávnou vzájemnou svátostnou shodu s členy latinské církve.

### Ritus (obřad)nebocírkev
Existují různé významy slova obřad či ritus. Kromě odkazu na liturgické dědictví určité církve se toto slovo používalo a někdy stále ještě používá, i když zřídka, oficiálně o konkrétní církvi samotné. Výraz latinský ritus tak může odkazovat buď na latinskou církev, nebo na jeden či více západních liturgických ritů, mezi něž patří většinový římský ritus, ale také ambrosiánský ritus, mozarabský ritus a další.
V Kodexu kánonů východních církví (CCEO) z roku 1990 jsou takto definovány pojmy autonomní církev a obřad:
Skupina křesťanských věřících spojená v souladu s právem hierarchií a výslovně nebo mlčky uznaná nejvyšší autoritou církve jako autonomní se v tomto kodexu nazývá autonomní církev (kánon 27).
1. Obřad je liturgické, teologické, duchovní a disciplinární dědictví, kultura a dějinné okolnosti určitého národa, jimiž se v každé autonomní církvi [sui iuris] projevuje její vlastní způsob života víry.
2. „Obřady, kterými se zabývá CCEO, pokud není uvedeno jinak, jsou ty, které vycházejí z alexandrijské, antiochijské, arménské, chaldejské a konstantinopolské tradice“ (kánon 28) (nejde jen o liturgické dědictví, ale také o teologické, duchovní a disciplinární dědictví charakteristické pro kulturu národů a okolnosti jejich dějin).

Když se mluví o východních katolických církvích, latinský Kodex kanonického práva (CIC 1983) používá termíny „ritus církve“ nebo „ritus církve sui iuris“ (kánony 111 a 112) a také mluví o „subjektu východního ritu“ (kánon 1015 §2), „ordináři jiného ritu“ (kánon 450 §1), „věřící určitého ritu“ (kánon 476) atd. Druhý vatikánský koncil hovořil o východních katolických církvích jako o „partikulárních církvích nebo ritech“. č. 2.
V roce 1999 Katolická biskupská konference Spojených států amerických uvedla: „Zvykli jsme si mluvit o latinském (římském nebo západním) ritu nebo východním ritu, abychom označili tyto různé církve. Současná církevní legislativa obsažená v Kodexu kanonického práva a Kodexu kánonů východních církví však jasně ukazuje, že bychom měli mluvit nikoli o obřadech, ale o církvích. Kánon 112 Kodexu kanonického práva používá pro označení různých církví výraz ,církve autonomního obřadu.ʻ“ A jeden z autorů v časopise z ledna 2006 prohlásil: „Východní církve jsou stále mylně nazývány církvemi ,východního obřadu, což je odkaz na jejich různé liturgické dějiny. Nejsprávněji se nazývají východní církve nebo východní katolické církve.“ Termín „obřad“ se však používá i nadále. CIC z roku 1983 zakazuje latinskému biskupovi vysvěcovat bez svolení Svatého stolce svého podřízeného, který je „východního obřadu“ (nikoliv „který se účastní východního obřadu“, k čemuž je někdy latinským duchovním udělována fakulta).

### Uniaté
Další informace: Rusínská uniatská církev
Termín Uniat nebo Uniatský se používá pro východní katolické církve a jednotlivé členy, jejichž církevní hierarchie byly dříve součástí východních pravoslavných nebo východních starobylých církví. Tito lidé tento termín někdy považují za hanlivý, ačkoli jej před Druhým vatikánským koncilem v letech 1962–1965 používali i někteří latinští a východní katolíci. Oficiální katolické dokumenty tento termín již nepoužívají kvůli jeho vnímanému negativnímu podtextu.

## Historie

### Pozadí
Východní katolické církve mají svůj původ na Blízkém východě, v severní Africe, východní Africe, východní Evropě a jižní Indii. Od 19. století se však diaspora částečně z důvodu pronásledování rozšířila do západní Evropy, Ameriky a Oceánie, kde byly zřízeny eparchie sloužící věřícím vedle diecézí latinské církve. Naopak o latinské katolíky na Blízkém východě se tradičně stará latinský patriarchát v Jeruzalémě.
Společenství mezi křesťanskými církvemi se rozpadlo kvůli otázkám víry, kdy jedna strana obviňovala druhou z hereze nebo z odklonu od pravé víry (ortodoxie). Společenství bylo přerušeno také kvůli neshodám v otázkách autority nebo legitimity volby konkrétního biskupa. V těchto posledních případech obviňovala jedna strana druhou ze schizmatu, nikoli však z hereze.
Následující ekumenické koncily představují zásadní porušení společenství:

#### Efezský koncil (431 n. l.)
V roce 431 církve, které přijaly učení Efezského koncilu (který odsoudil Nestoriovy názory), označily za heretiky ty, kdo koncilní prohlášení odmítali. Východní církev, která byla převážně pod vládou Sásánovců, názory koncilu nikdy nepřijala. Později zažila období velkého rozmachu v Asii, než se po mongolském vpádu na Blízký východ ve 14. století zhroutila.
Památky na jejich přítomnost v Číně stále existují. Nyní je jich poměrně málo a rozdělili se na tři církve: chaldejskou katolickou církev − východní katolickou církev v plném společenství s Římem − a dvě asyrské církve, které nejsou ve společenství ani s Římem, ani mezi sebou navzájem. Chaldejská katolická církev je největší z těchto tří církví. Skupiny Asyřanů, které se nesjednotily s Římem, zůstaly a jsou známé jako Asyrská církev Východu, která v roce 1968 zažila vnitřní schizma, jež vedlo ke vzniku Starobylé církve Východu.
Syromalabarská a Syromalankarská církev jsou dvě východní katolické církve, které jsou pokračovatelkami východní církve na indickém subkontinentu.

#### Chalcedonský koncil (451 n. l.)
V roce 451 ti, kdo přijali Chalcedonský koncil, podobně označili ty, kdo jej odmítli, za monofyzitské heretiky. Církve, které koncil odmítly přijmout, se naopak domnívaly, že jsou to ony, kdo je pravověrný; odmítají označení monofyzit (což znamená jediné přirozenosti) a dávají přednost označení miafyzit (což znamená jedné přirozenosti). Rozdíl v pojmech se může zdát nepatrný, ale z teologického hlediska je velmi důležitý. „Monofyzitský“ znamená jedinou božskou přirozenost pouze bez skutečné lidské přirozenosti – což je podle chalcedonského křesťanství heretická víra – zatímco „miafyzitský“ lze chápat jako jednu přirozenost jako Boha, existující v osobě Ježíše, který je zároveň lidský i božský – což je myšlenka, která se s chalcedonským učením snáze smiřuje. V češtině se často nazývají staré pravoslavné církve, aby se odlišily od východních pravoslavných církví.
V angličtině a někdy též v češtině se pro rozlišení používá pojmů "východní pravoslaví" (Eastern Orthodoxy) a "orientální pravoslaví" (Oriental Orthodoxy). Toto rozlišení, kdy slova orientální a východní, která mají sama o sobě naprosto stejný význam, ale používají se jako označení pro dvě různé skutečnosti, je ve většině jiných jazyků nepřeložitelné a není všeobecně přijímané ani v angličtině. Tyto církve jsou také označovány jako předchalcedonské nebo nyní vzácněji jako nechalcedonské či antichalcedonské. V jiných jazycích než v angličtině se k rozlišení obou rodin církví používají jiné prostředky. Někteří si vyhrazují termín „pravoslavný“ pro ty, které se zde nazývají „východní pravoslavné“ církve, ale příslušníci tzv. „východních pravoslavných církví“ to považují za nedovolené.

#### Schizma mezi Východem a Západem (1054 n. l.)
Schizma mezi Východem a Západem vzniklo v kontextu kulturních rozdílů mezi řecky mluvícím Východem a latinsky mluvícím Západem a soupeření mezi církvemi v Římě, který si nárokoval primát nejen v oblasti úcty, ale i autority, a v Konstantinopoli, která si nárokovala rovnoprávnost s Římem. Soupeření a neporozumění daly vzniknout sporům, z nichž některé se objevují již v aktech Trullské synody z roku 692. Na florentském koncilu (1431–1445) byly tyto spory o západní teologické rozpracování a zvyklosti označeny především jako vložení „Filioque“ do Nicejského vyznání víry, používání nekvašeného chleba pro eucharistii, otázka očistce a autority papeže.
Za počátek schizmatu se obecně považuje rok 1054, kdy konstantinopolský patriarcha Michael I. Cerularius a papežský legát Humbert ze Silva Candida vydali vzájemnou exkomunikaci; v roce 1965 byla tato exkomunikace odvolána Římem i Konstantinopolí. Navzdory této události obě církve po mnoho let nadále udržovaly přátelské vztahy a zdálo se, že si nejsou vědomy žádného formálního či definitivního rozkolu.
Odcizení však pokračovalo. V roce 1190 napsal východní pravoslavný teolog Theodoros Balsamon, který byl patriarchou Antiochie, že „žádný latiník by neměl přijímat, pokud nejprve neprohlásí, že se zdrží učení a zvyků, které ho od nás oddělují“.
Později v roce 1204 byla Konstantinopol vypleněna katolickými vojsky čtvrté křížové výpravy, zatímco o dvě desetiletí dříve došlo v Konstantinopoli v roce 1182 k masakru latiníků (tj. katolíků). Ve 12.–13. století se tak obě strany staly otevřeně nepřátelskými, přičemž každá z nich se domnívala, že ta druhá již nepatří k církvi, která je pravověrná a katolická. Postupem času se stalo zvykem označovat východní stranu jako pravoslavnou církev a západní jako katolickou církev, aniž by se tím kterákoli ze stran vzdala nároku být skutečně pravoslavnou nebo skutečně katolickou církví.

#### Pokusy o obnovení společenství

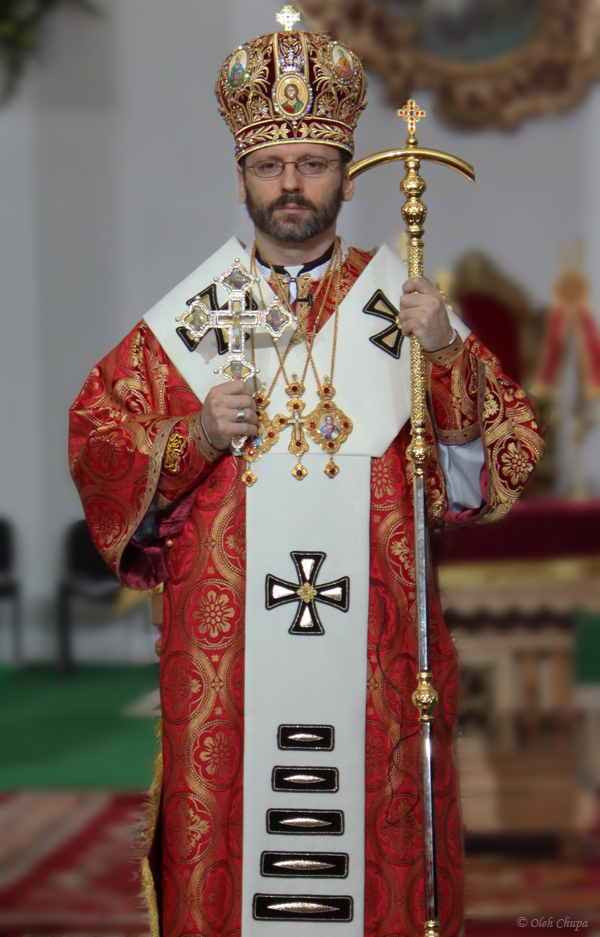
Arcibiskup maior Svjatoslav Ševčuk z ukrajinské řeckokatolické církve

Strany v mnoha nelatinských církvích se opakovaně snažily organizovat úsilí o obnovení společenství. V roce 1438 byl svolán Florentský koncil, na němž probíhal intenzivní dialog zaměřený na pochopení teologických rozdílů mezi Východem a Západem s nadějí na opětovné sjednocení katolické a pravoslavné církve. Několik východních církví se spojilo s Římem a vytvořilo východní katolické církve. Římský stolec je přijal, aniž by požadoval, aby přijaly zvyklosti latinské církve, takže všechny mají své vlastní „liturgické, teologické, duchovní a disciplinární dědictví, diferencované kulturou národů a historickými okolnostmi, které nachází výraz ve vlastním způsobu života víry každé církve sui iuris“.

### Vznik církví
Většina východních katolických církví vznikla tak, že se skupina uvnitř starobylé církve, která se neshodla s římským stolcem, vrátila k plnému společenství s tímto stolcem. Následující církve byly po velkou část své historie ve společenství s římským biskupem:

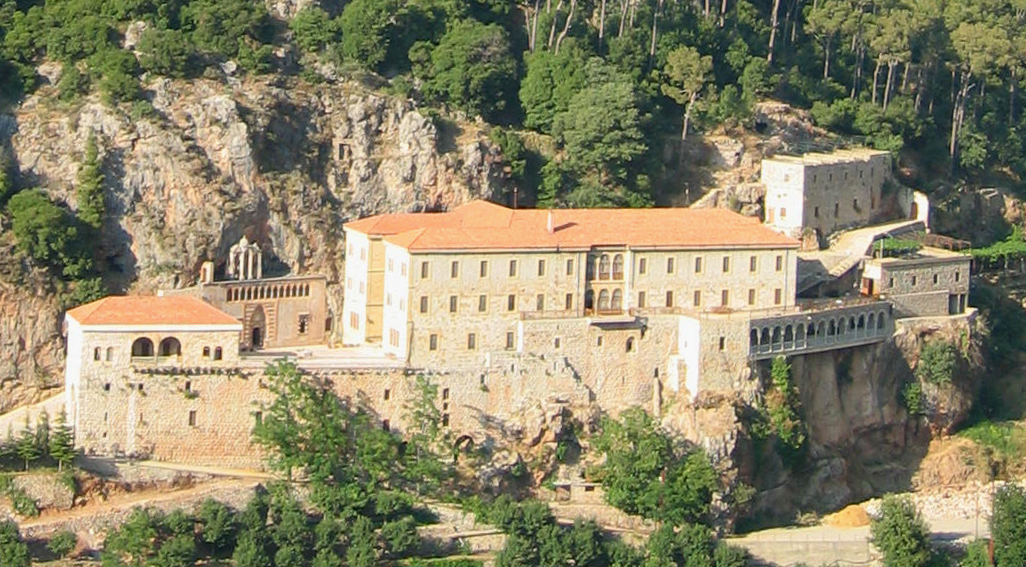
Klášter Qozhaya v údolí Kadíša v Libanonu, historická pevnost maronitské církve

- Maronitská církev, která nemá obdobu v byzantském ani starém pravoslaví. Maronitská církev má historické vazby na spor monotelistů v 7. století. Jednotu se Svatým stolcem znovu potvrdila v roce 1154 během křížových výprav.[30]

- Maronitská církev je historicky považována za církev, která se nikdy plně nerozdělila se Svatým stolcem, a to navzdory sporu o christologickou nauku, který skončil v roce 1154; většina ostatních východních katolických církví vznikla až od 16. století.:165–167 Nicméně melchitská řeckokatolická církev, syromalabarská církev a italsko-albánská katolická církev se rovněž hlásí k trvalému společenství.

- Italsko-albánská církev, církev byzantského ritu, sloužící převážně domorodému albánskému obyvatelstvu na jihu Itálie.

- Původní melchitská církev se brala, že má dvojí společenství s Římem i s Konstantinopolí, dokud se v 18. století nevytvořil čistě pravoslavný celek, jehož zbytek byl sjednocen výhradně s Římem jako melchitská řeckokatolická církev.

- Východní ortodoxní arménská apoštolská církev zahrnovala dlouholetou menšinu, která uznávala římský primát, dokud nebyla v 18. století oficiálně založena arménská katolická církev.

Kanonické právo společné všem východním katolickým církvím, CCEO, bylo kodifikováno v roce 1990. Dikasterium, které spolupracuje s východními katolickými církvemi, je Dikasterium pro východní církve, jehož členy jsou ze zákona všichni východní katoličtí patriarchové a vyšší arcibiskupové.
Největších šest církví podle počtu členů je Ukrajinská řeckokatolická církev (UHKC; byzantského obřadu), Syromalabarská katolická církev (východního syrského obřadu), Maronitská církev (západního syrského obřadu), Melchitská řeckokatolická církev (byzantského obřadu), Chaldejská katolická církev (východního syrského obřadu) a Arménská katolická církev (arménského obřadu). Těchto šest církví tvoří asi 85 % členů východních katolických církví.

### Orientalium dignitas

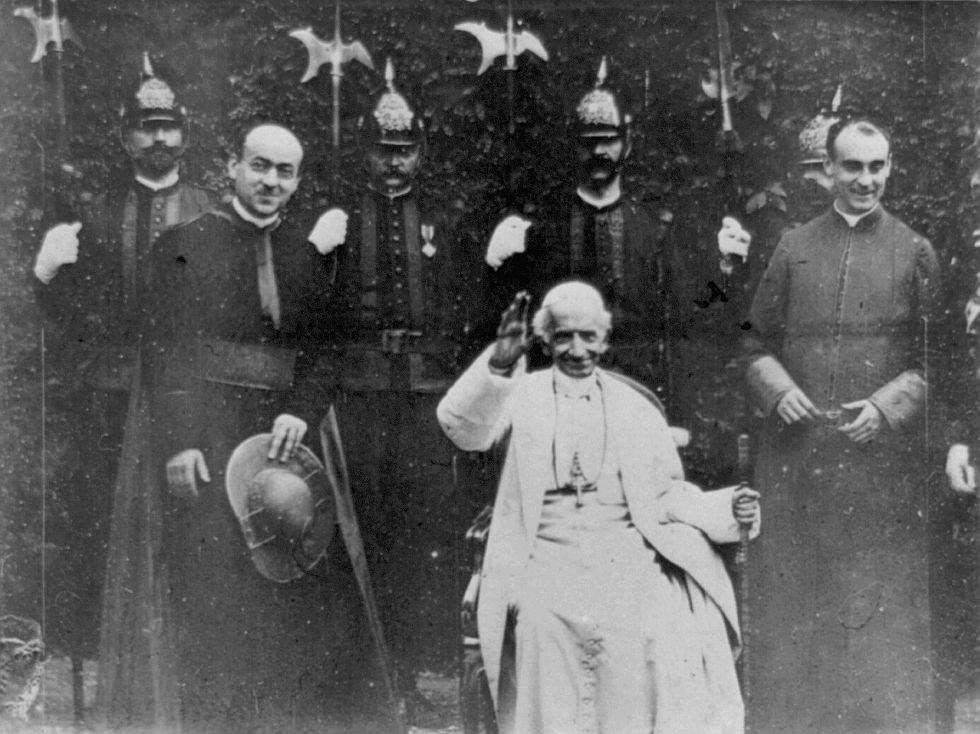
Papež Lev XIII. vydal apoštolskou konstituci Orientalium dignitas. Fotogram z filmu Sua Santitá papa Leone XIII z roku 1896, kdy se papež poprvé objevil na filmovém plátně

30. listopadu 1894 vydal papež Lev XIII. apoštolskou konstituci Orientalium dignitas, v níž uvedl:
„Východní církve si zaslouží slávu a úctu, kterou mají v celém křesťanstvu díky těmto mimořádně starým a výjimečným památkám, které nám odkázaly. Vždyť právě v této části světa začaly první akce na vykoupení lidského rodu v souladu s všelidským Božím plánem. Rychle vydali svůj výnos: v prvním záblesku tam kvetla sláva hlásání pravé víry národům, mučednictví a svatosti. Poskytly nám první radost z plodů spásy. Od nich přišla podivuhodně velkolepá a mocná záplava dobrodiní na ostatní národy světa, ať už byly jakkoli vzdálené. Když blahoslavený Petr, kníže apoštolů, hodlal v souladu s vůlí nebes svrhnout rozmanité nešvary bludů a neřestí, přinesl do metropole pohanů světlo božské Pravdy, evangelium pokoje, svobody v Kristu.“
Adrian Fortescue napsal, že Lev XIII. „začíná tím, že znovu vysvětluje, že starobylé východní obřady jsou svědectvím apoštolskosti katolické církve, že jejich rozmanitost, která je v souladu s jednotou víry, je sama o sobě svědectvím jednoty církve, že přispívají k její důstojnosti a cti. Říká, že katolická církev nemá jen jeden obřad, ale že zahrnuje všechny starobylé obřady křesťanstva; její jednota nespočívá v mechanické jednotnosti všech jejích částí, ale naopak v jejich rozmanitosti, podle jednoho principu a jím oživené“.
Lev XIII. prohlásil za stále platnou encykliku papeže Benedikta XIV. Demandatam, adresovanou patriarchovi a biskupům melchitské katolické církve, v níž Benedikt XIV. zakázal duchovním latinské církve nabádat melchitské katolíky k přestupu do římského ritu a tento zákaz rozšířil na všechny východní katolíky a prohlásil: „Každý misionář latinského obřadu, ať už z řad světského nebo řeholního kléru, který by svou radou nebo pomocí naváděl věřící východního obřadu k přestupu do latinského obřadu, bude sesazen a vyloučen ze svého beneficia kromě ipso facto suspenze a divinis a dalších trestů, které mu budou uloženy podle výše uvedené konstituce Demandatam.“

### Druhý vatikánský koncil

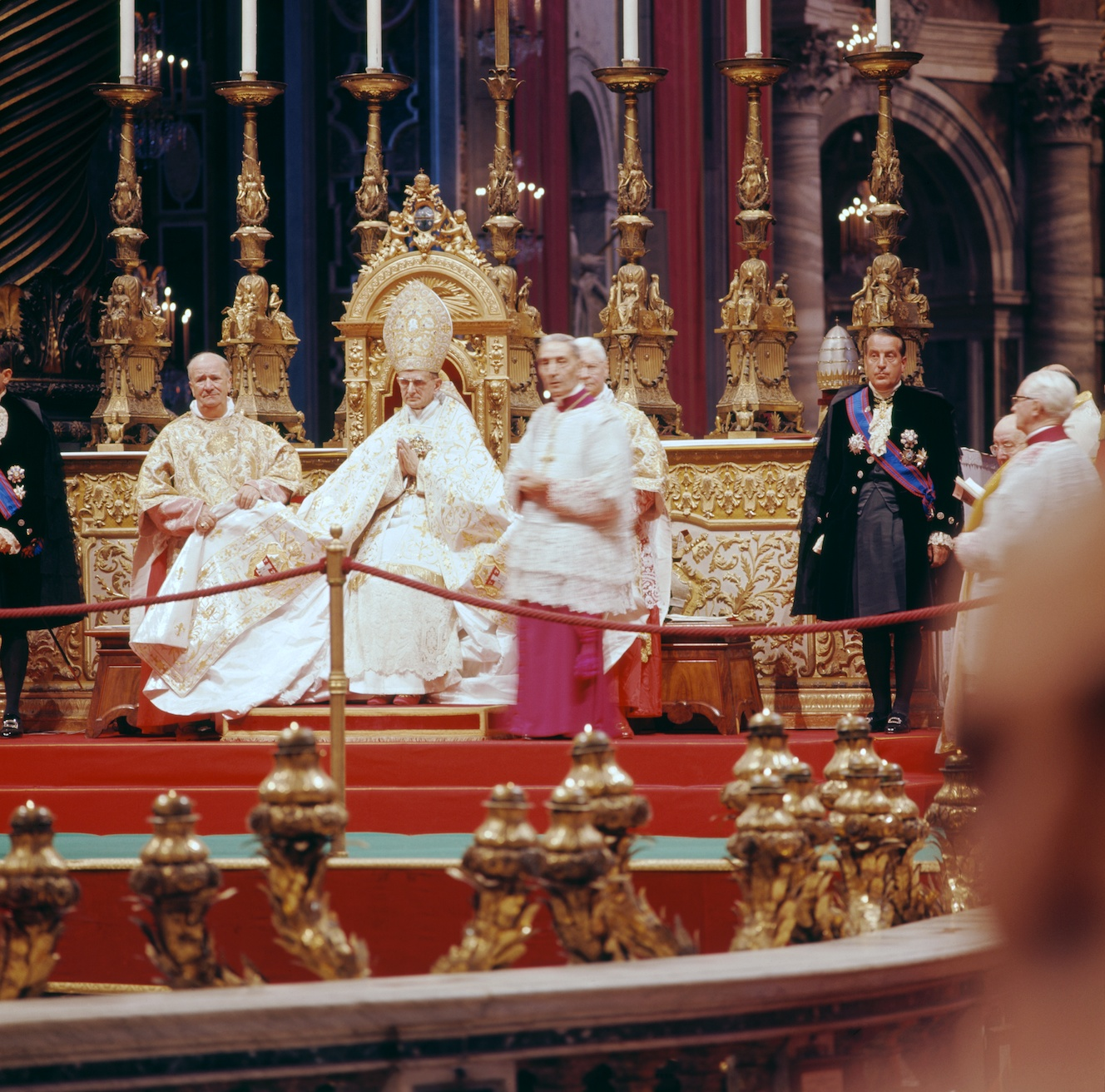
Papež Pavel VI. předsedá zasedání II. vatikánského koncilu, po jeho boku stojí Camerlengo Benedetto Aloisi Masella a dva papežští gentlemani

Západní duchovenstvo bylo rozpačité ohledně legitimní přítomnosti východních katolických církví v zemích, které jsou považovány za západní, a to navzdory pevnému a opakovanému papežskému potvrzení univerzálního charakteru těchto církví. Druhý vatikánský koncil přinesl viditelné naplnění reformního impulsu. Několik dokumentů z období Druhého vatikánského koncilu i po něm vedlo k významným reformám a rozvoji východních katolických církví.

#### Orientalium Ecclesiarum
Hlavní článek: Orientalium Ecclesiarum

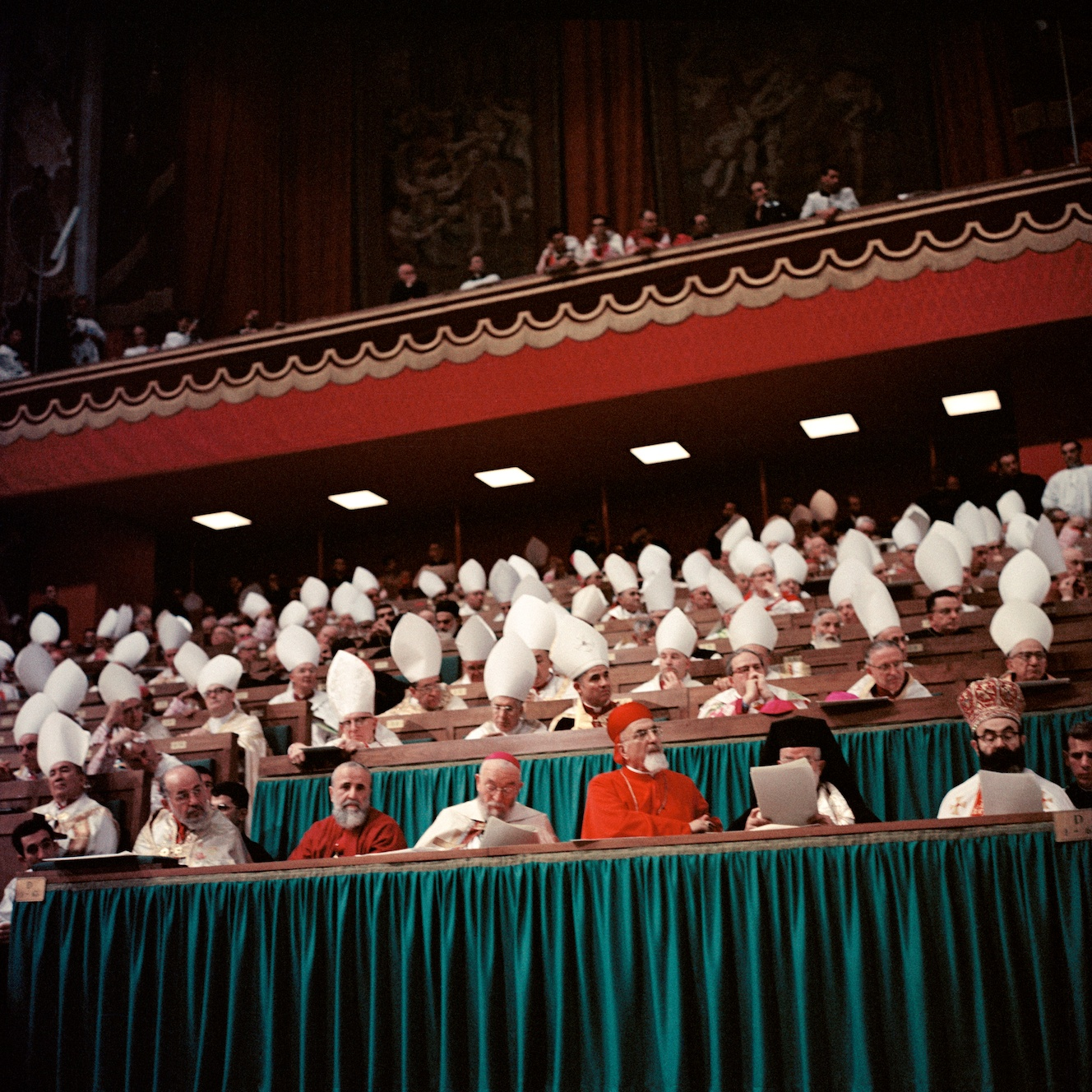
Biskupové, včetně východních katolíků, jak jsou vidět ve svých charakteristických oděvech, se účastnili Druhého vatikánského koncilu

Druhý vatikánský koncil v dokumentu Orientalium Ecclesiarum nařídil, aby byly zachovány tradice východních katolických církví. Prohlásil, že „katolická církev má na mysli, aby si každá jednotlivá církev nebo obřad zachovala své tradice celé a celistvé, a stejně tak, aby přizpůsobila svůj způsob života různým potřebám doby a místa“ (č. 2), a že si všechny mají „zachovat svůj legitimní liturgický obřad a zavedený způsob života a ... tyto nesmí být měněny, ledaže by tím pro sebe získaly organické zlepšení“ (č. 6; srov. č. 22).
Potvrdil a schválil starobylou disciplínu svátostí existující ve východních církvích a rituální zvyklosti spojené s jejich slavením a podáváním a vyjádřil vroucí přání, aby byla obnovena, pokud to okolnosti odůvodňují (č. 12). To se týkalo zejména udělování svátosti biřmování kněžími (č. 13). Vyjádřila přání, aby tam, kde se trvalý diakonát (svěcení mužů, kteří se později nemají stát kněžími, na jáhny) přestal používat, byl obnoven (č. 17).
Odstavce 7–11 jsou věnovány pravomocem patriarchů a větších arcibiskupů východních církví, jejichž práva a výsady by měly být obnoveny v souladu se starobylou tradicí každé z církví a dekrety ekumenických koncilů, poněkud přizpůsobenými moderním podmínkám. V případě potřeby by měly být nové patriarcháty zřízeny buď ekumenickým koncilem, nebo římským biskupem.

#### Lumen gentium
Dogmatická konstituce II. vatikánského koncilu o církvi Lumen gentium se východním katolickým církvím věnuje v odstavci 23, kde se uvádí:
Z Boží prozřetelnosti se stalo, že různé církve, založené na různých místech apoštoly a jejich nástupci, se postupem času spojily do několika organicky spojených skupin, které při zachování jednoty víry a jedinečné božské konstituce univerzální církve mají vlastní disciplínu, vlastní liturgické zvyklosti a vlastní teologické a duchovní dědictví. Některé z těchto církví, zejména starověké patriarchální církve, jako takříkajíc mateřské stálice víry, zplodily další jako dceřiné církve, s nimiž je až do naší doby pojí úzké pouto lásky ve svátostném životě a ve vzájemném respektování jejich práv a povinností. Tato rozmanitost místních církví s jedním společným úsilím je nádherným důkazem katolicity nerozdělené církve. Podobně i dnešní biskupské orgány mohou poskytnout mnohostrannou a plodnou pomoc, aby se toto kolegiální cítění mohlo uplatnit v praxi.

#### Unitatis redintegratio
Dekret Unitatis redintegratio z roku 1964 se východním katolickým církvím věnuje v odstavcích 14–17.

### Kodex kánonů východních církví
Hlavní článek: Kodex kánonů východních církví
První vatikánský koncil diskutoval o potřebě společného kodexu pro východní církve, ale žádná konkrétní opatření nebyla přijata. Teprve poté, co byly doceněny přínosy Kodexu kanonického práva latinské církve z roku 1917, bylo vyvinuto vážné úsilí o kodifikaci kanonického práva východních katolických církví:27 To se naplnilo vyhlášením Kodexu kánonů východních církví z roku 1990, který vstoupil v platnost v roce 1991. Jedná se o rámcový dokument, který obsahuje kánony, jež jsou důsledkem společného dědictví východních církví: každá jednotlivá církev sui iuris má také své vlastní kánony, své vlastní partikulární právo, navrstvené na tento kodex.

### Společná mezinárodní komise
V roce 1993 předložila Společná mezinárodní komise pro teologický dialog mezi katolickou a pravoslavnou církví autoritám katolické a pravoslavné církve „ke schválení a uplatnění“ dokument Uniatismus, metoda unie minulosti a současné hledání plného společenství, známý také jako Balamandská deklarace, v němž se uvádí, že iniciativy, které „vedly ke sjednocení některých společenství s římským stolcem a přinesly s sebou v důsledku přerušení společenství s jejich mateřskými církvemi na Východě. ... se neobešly bez zásahu mimocírkevních zájmů“.:č. 8
Stejně tak komise uznala, že „některé civilní úřady, které se pokoušely“ donutit východní katolíky k návratu do pravoslavné církve, používaly „nepřijatelné prostředky“.:č. 11 Misionářský pohled a proselytismus, který provázel Unii:č. 10 byl vyhodnocen jako neslučitelný se znovuobjevením katolické a pravoslavné církve jako sesterských církví.:č. 12 Komise tedy dospěla k závěru, že „misijní apoštolát, ... který byl nazván ,uniatismemʻ, již nelze přijmout ani jako metodu, kterou by se mělo postupovat, ani jako vzor jednoty, o kterou naše církve usilují.“:č. 12
Komise zároveň uvedla:
- že východní katolické církve, které jsou součástí katolického společenství, mají právo existovat a jednat v reakci na duchovní potřeby svých věřících;[38]:č. 3
- že východní katolické církve, které si přály obnovit plné společenství s římským stolcem a zůstaly mu věrné, mají práva a povinnosti spojené s tímto společenstvím.[38]:č. 16

Tyto zásady byly zopakovány ve společném prohlášení papeže Františka a patriarchy Kirilla z roku 2016, v němž se uvádí: „Dnes je jasné, že dřívější metoda ,uniatismuʻ, chápaná jako spojení jednoho společenství s druhým a jeho oddělení od církve, není cestou k obnovení jednoty. Nicméně církevní společenství, která vznikla za těchto historických okolností, mají právo existovat a podnikat vše, co je nezbytné k uspokojování duchovních potřeb jejich věřících, a zároveň se snažit žít v míru se svými sousedy. Pravoslavní a řeckokatolíci potřebují smíření a vzájemně přijatelné formy soužití“.

### Liturgické předpisy

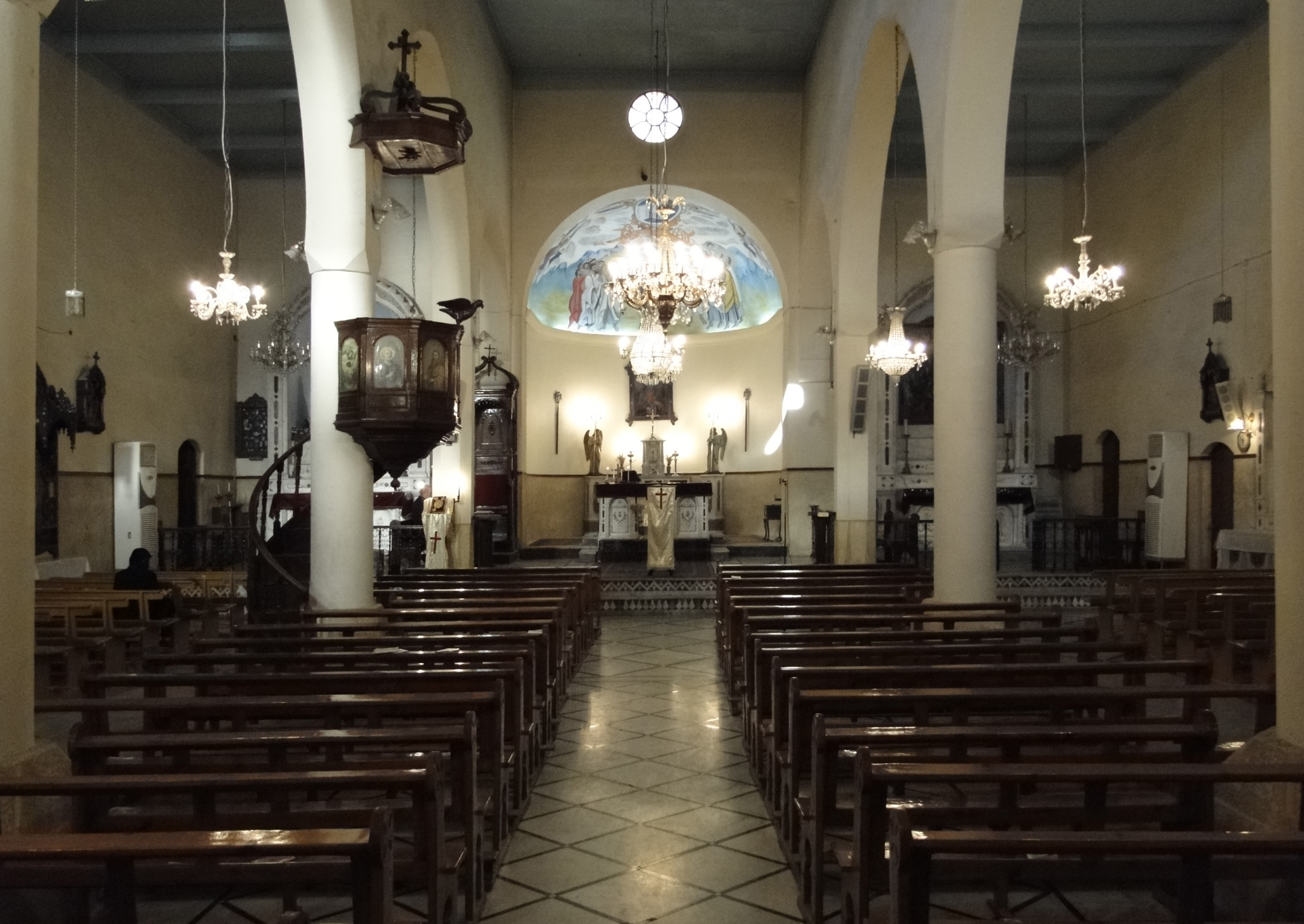
Uvnitř syrského katolického kostela v Damašku, hlavním městě Sýrie

Hlavní článek: Východní katolická liturgie
Instrukce pro uplatňování liturgických předpisů Kodexu kánonů východních církví z roku 1996 shrnula na jednom místě vývoj, k němuž došlo v předchozích textech, a je výkladovým rozšířením založeným na kánonech, s neustálým důrazem na zachování východních liturgických tradic a návratem k těmto zvyklostem, kdykoli je to možné – rozhodně před zvyklostmi latinské církve, jakkoli se některé zásady a normy koncilní konstituce o římském ritu „z povahy věci dotýkají i jiných obřadů“.:998 Instrukce uvádí:
Liturgické předpisy platné pro všechny východní církve jsou důležité, protože poskytují obecnou orientaci. Protože jsou však rozptýleny mezi různé texty, hrozí, že zůstanou ignorovány, špatně koordinovány a špatně interpretovány. Zdálo se proto vhodné shromáždit je do systematického celku a doplnit je dalším objasněním: záměrem Instrukce, předložené východním církvím, které jsou v plném společenství s Apoštolským stolcem, je tedy pomoci jim plně si uvědomit vlastní identitu. Autoritativní obecná směrnice této Instrukce, formulovaná tak, aby se uplatňovala při východních slavnostech a v liturgickém životě, se vyjadřuje v návrzích právně-pastorační povahy, přičemž neustále přebírá iniciativu z teologického hlediska.:č. 5
Dřívější zásahy Svatého stolce byly podle instrukce v některých ohledech chybné a vyžadovaly revizi, ale často sloužily také jako pojistka proti agresivním iniciativám.
Tyto zásahy pocítily vliv dobové mentality a přesvědčení, podle nichž byla vnímána určitá podřízenost nelatinských liturgií vůči liturgii latinského ritu, která byla považována za „ritus praestantior“. Tento postoj mohl vést k zásahům do východních liturgických textů, které dnes ve světle teologických studií a pokroku potřebují revizi ve smyslu návratu k tradicím předků. Práce komisí, které využívaly nejlepších odborníků své doby, nicméně dokázala uchránit velkou část východního dědictví, často jej bránila před agresivními iniciativami a vydala vzácná vydání liturgických textů pro četné východní církve. Dnes, zvláště po slavnostních prohlášeních apoštolského listu Orientalium dignitas Lva XIII., po vytvoření stále aktivní zvláštní komise pro liturgii v rámci Kongregace pro východní církve v roce 1931 a především po Druhém vatikánském koncilu a apoštolském listu Orientale Lumen Jana Pavla II., je úcta k východním liturgiím nesporným postojem a Apoštolský stolec může církvím nabídnout plnější službu.:č. 24

## Organizace

### Papežská svrchovaná autorita

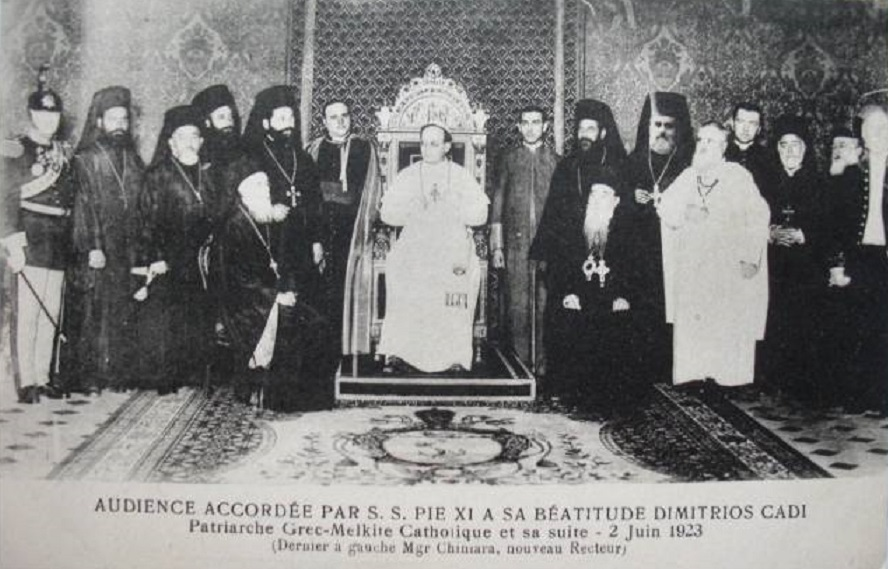
Papež Pius XI. při audienci Demetria I. Qadiho, patriarchy Antiochie a celého Východu, a dalších biskupů melchitské řeckokatolické církve v roce 1923

Podle Kodexu kánonů východních církví má papež nejvyšší, plnou, bezprostřední a všeobecnou řádnou moc v celé katolické církvi, kterou může vždy svobodně vykonávat, včetně východních katolických církví.

### Východní patriarchové a arcibiskupové maior

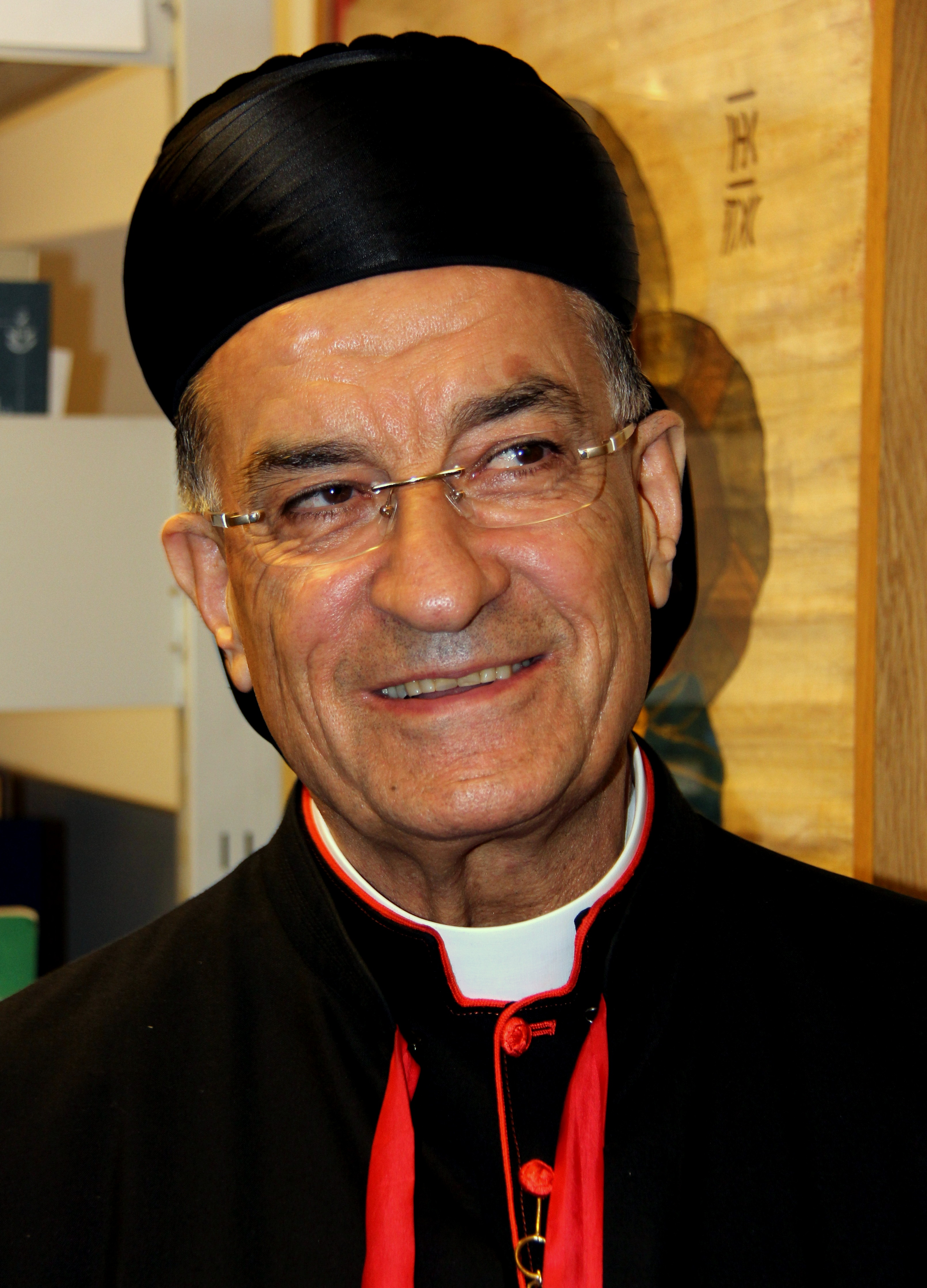
Patriarcha Béchara Butrus Raï je hlavou maronitské církve a zároveň kardinálem

Katoličtí patriarchové a arcibiskupové maior odvozují své tituly ze sídel. Patriachové ze sídla v: Alexandrii (koptské), Antiochii (syrské, melchitské, maronitské), Babylonu (chaldejské), Kilikii (arménské) a 4 arcibiskupové maior ze sídla v: Kyjevě-Halyči (ukrajinské), Ernakulamu-Angamaly (syromalabarské), Trivandrumu (syromalankarské) a Făgăraş-Alba Iulia (rumunské). Východní katolické církve se řídí podle Kodexu kánonů východních církví.
V rámci vlastních církví sui iuris není rozdíl mezi patriarchy a vyššími arcibiskupy. Rozdíly však existují v pořadí přednosti (tj. patriarchové mají přednost před vyššími arcibiskupy) a ve způsobu nástupu: V případě nově zvolených patriarchů není před nástupem do úřadu potřeba papežovo potvrzení. Musí pouze co nejdříve požádat papeže, aby jim udělil plné církevní společenství. Naopak volba vyššího arcibiskupa musí být potvrzena papežem.

### Varianty organizační struktury
Mezi jednotlivými východními katolickými církvemi existují značné rozdíly, pokud jde o jejich současnou organizační strukturu. Hlavní východní katolické církve, v jejichž čele stojí patriarchové nebo vyšší arcibiskupové, mají plně rozvinutou strukturu a fungující vnitřní autonomii založenou na existenci církevních provincií a Svatý Stolec do jejich chodu zasahuje daleko méně než v případě římskokatolické církve (např. biskupové jsou jmenováni synodem biskupů dané církve a nikoli papežem). Nižší míru autonomie mají metropolitní církve, v jejichž čele stojí archieparcha a jsou tvořeny jedinou církevní provincií. Malé východní katolické církve mají často pouze jednoho nebo dva hierarchy (v podobě eparchů, apoštolských exarchů nebo apoštolských vizitátorů) a pouze nejzákladnější formy vnitřní organizace, pokud vůbec nějaké existují, jako například Běloruská řeckokatolická církev nebo Ruská řeckokatolická církev. Jednotlivé eparchie některých východních katolických církví mohou být sufragány latinských metropolitů. Například řeckokatolická eparchie Križevci je sufragánní římskokatolické arcidiecézi Záhřeb.  Organizace albánské řeckokatolické církve je unikátní v tom, že ji tvoří „Apoštolská administratura Jižní Albánie“, která ale není výhradně jurisdikcí albánské řeckokatolické církve, ale pokrývá též římské katolíky.

### Právní postavení
Hlavní článek: Východní katolické kanonické právo
Ačkoli je každá diecéze katolické církve považována za partikulární církev, toto slovo se nepoužívá ve stejném smyslu jako v případě 24 partikulárních církví sui iuris: latinské církve a 23 východních katolických církví.
Z kanonického hlediska je každá východní katolická církev sui iuris neboli autonomní vůči ostatním katolickým církvím, ať už latinské nebo východní, ačkoli všechny uznávají duchovní a právní autoritu papeže. Maronitský katolík tak obvykle přímo podléhá pouze maronitskému biskupovi. Pokud je však příslušníků určité církve tak málo, že nemají vytvořenou vlastní hierarchii, je jejich duchovní péče svěřena biskupovi jiného obřadu. Například členové latinské církve v Eritreji podléhají péči eritrejské katolické církve východního obřadu, zatímco v jiných částech světa tomu může být naopak.
Z teologického hlediska lze všechny partikulární církve považovat za „sesterské církve“. Podle II. vatikánského koncilu mají tyto východní katolické církve spolu s větší latinskou církví „stejnou důstojnost, takže žádná z nich není nadřazena ostatním, pokud jde o obřad, a požívají stejných práv a mají stejné povinnosti, také pokud jde o hlásání evangelia celému světu – srov. Mk 16, 15 (Kral, ČEP) pod vedením římského papeže.“:č. 3

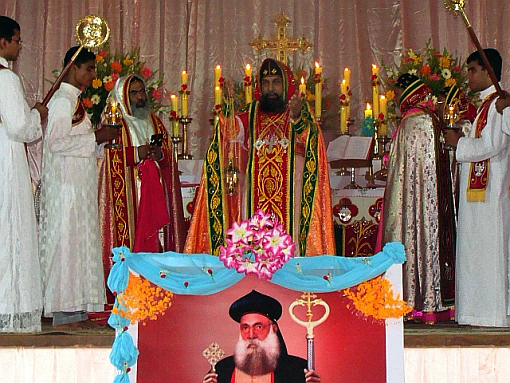
Syrsko-malankarský katolický arcibiskup maior–Katolicos sloužící Qurbono Qadisho v západosyrském ritu

Východní katolické církve jsou v plném společenství s celou katolickou církví. Přestože přijímají kanonickou autoritu Svatého stolce v Římě, zachovávají si své charakteristické liturgické obřady, zákony, zvyky a tradiční pobožnosti a mají své vlastní teologické důrazy. Terminologie se může lišit: například diecéze a eparchie, generální vikář a protosyncel, biřmování a myropomazání jsou západní, respektive východní termíny pro tytéž skutečnosti. Tajemství (svátosti) křtu a biřmování se podle starobylé církevní tradice zpravidla udělují bezprostředně po sobě. Křtěným a pokřtěným dětem se také podává eucharistie.
Východní katolické církve jsou u Svatého stolce a v Římské kurii zastoupeny prostřednictvím Dikasteria pro východní církve, které „tvoří kardinál prefekt (který jej řídí a zastupuje s pomocí sekretáře) a 27 kardinálů, jeden arcibiskup a čtyři biskupové, jmenovaní papežem ad quinquennium (na pětileté období). Členy jsou z titulu své funkce patriarchové a arcibiskupové maior východních církví a předseda Papežské rady pro podporu jednoty křesťanů.“
Nejvíce východních katolíků, celkem asi 16 milionů, se nachází ve východní Evropě (Ukrajina, Rumunsko, Slovensko), ve východní Africe a na Středním východě (Egypt, Irák, Libanon, Sýrie) a v Indii.

### Birituální fakulty
Hlavní článek: Biritualismus

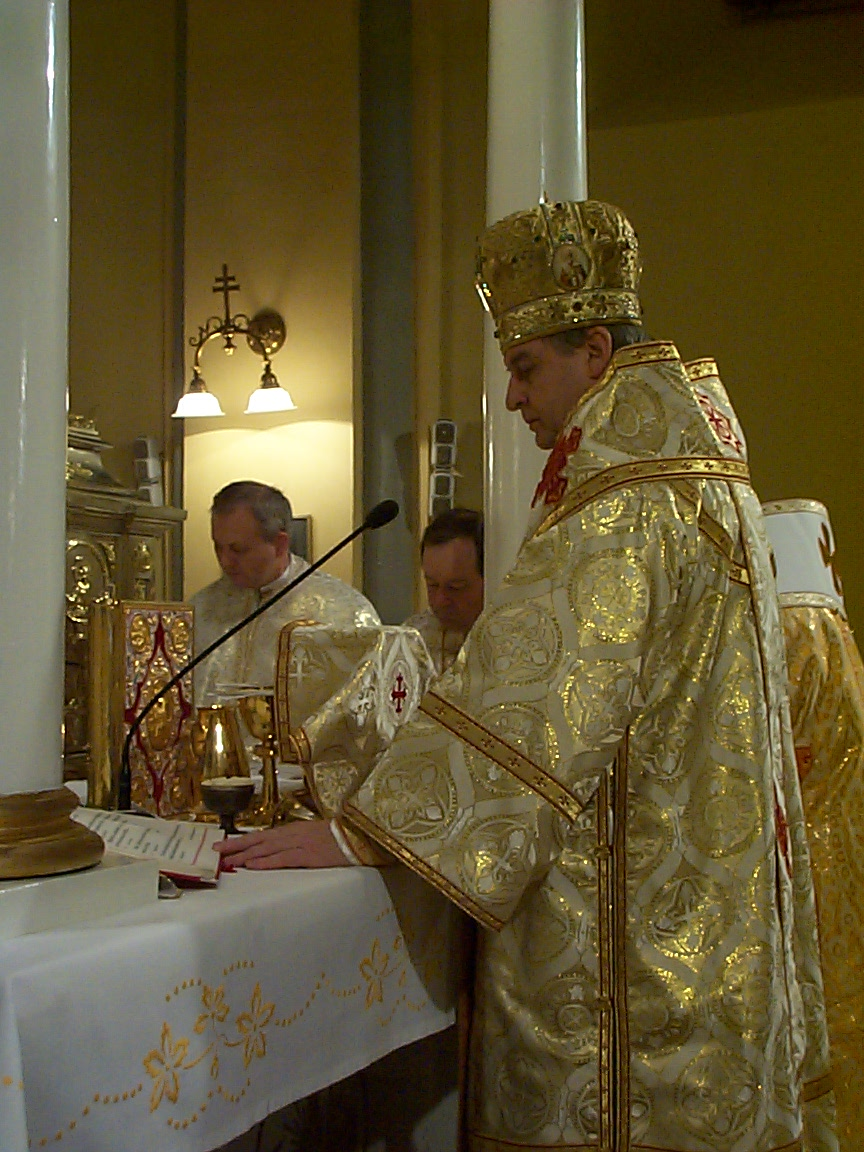
Biskup Ján Babjak při slavení bohoslužby v řeckokatolickém kostele v Prešově na východním Slovensku. Po jeho pravici stojí další biskup (viditelný bílý omoforion) a po straně stojí dva ženatí kněží (čelem ke kameře)

Zatímco „klerici a členové institutů zasvěceného života jsou povinni věrně zachovávat svůj vlastní obřad“, kněžím je příležitostně udělováno povolení slavit liturgii jiného obřadu, než je jejich vlastní obřad, a to takzvaným udělením „birituálních fakult“. Důvodem pro toto povolení je obvykle služba katolíkům, kteří nemají kněze vlastního obřadu. Tak kněží syromalabarské církve, kteří působí jako misionáři v oblastech Indie, v nichž nejsou žádné struktury jejich vlastní církve, jsou oprávněni používat v těchto oblastech římský obřad a latinským kněžím je po náležité přípravě uděleno povolení používat východní obřad pro službu příslušníkům východní katolické církve žijícím v zemi, v níž nejsou kněží jejich vlastní konkrétní církve. Papež může sloužit mši nebo božskou liturgii jakéhokoli obřadu, což svědčí o univerzální povaze katolické církve. Jan Pavel II. během svého pontifikátu slavil božskou liturgii na Ukrajině.
Z oprávněného důvodu a se svolením místního biskupa mohou koncelebrovat kněží různých autonomních obřadních církví; používá se však obřad hlavního celebranta, zatímco každý kněz nosí roucho svého vlastního obřadu. K tomu se nevyžaduje indult biritualismu.
Birituální fakulty se mohou týkat nejen duchovních, ale i řeholníků a umožnit jim stát se členy institutu jiné autonomní církve, než je jejich vlastní.

### Kněžský celibát
Viz též: Kněžské manželství

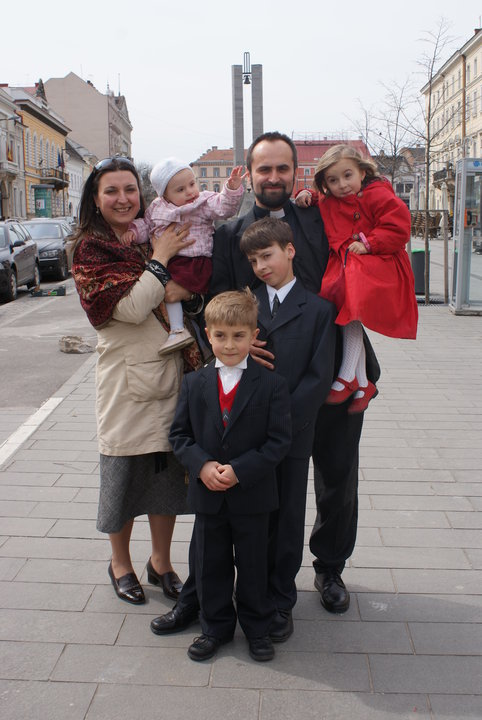
Kněz rumunské řeckokatolické církve s rodinou

Východní a západní křesťanské církve mají odlišné tradice týkající se kněžského celibátu a z toho plynoucí kontroverze sehrály v některých západních zemích roli ve vztahu mezi oběma skupinami.
Východní katolické církve obecně vždy povolovaly svěcení ženatých mužů na kněze a jáhny. V zemích Ukrajinské řeckokatolické církve, největší východní katolické církve, kde je 90 % diecézních kněží na Ukrajině ženatých, se děti kněží často stávaly kněžími a v rámci své sociální skupiny se ženily, čímž vznikla pevně spjatá dědičná kasta.
Většina východních církví rozlišuje mezi „mnišským“ a „nemnišským“ klérem. Mniši nemusí nutně žít v klášterech, ale strávili v nich alespoň část své přípravy. Jejich mnišské sliby zahrnují slib celibátní čistoty.
Biskupové jsou obvykle vybíráni z mnišského kléru a ve většině východních katolických církví je velké procento kněží a jáhnů také v celibátu, zatímco velká část farářů je ženatých, protože si vzali ženu ještě jako laici. Pokud si někdo, kdo se připravuje na diakonát nebo kněžství, přeje uzavřít manželství, musí se tak stát před vysvěcením.
Na územích, kde převládají východní tradice, nevyvolávali ženatí duchovní příliš kontroverzí, ale vzbuzovali odpor uvnitř tradičně latinských církevních území, kam se východní katolíci stěhovali; tak tomu bylo zejména ve Spojených státech. V reakci na žádosti latinských biskupů těchto zemí stanovila Kongregace pro šíření víry v dopise pařížskému arcibiskupovi François-Marie-Benjaminovi Richardovi z roku 1890 pravidla, která kongregace 1. května 1897 aplikovala na Spojené státy, podle nichž měli být ve Spojených státech povoleni pouze celibátníci nebo ovdovělí kněží přicházející bez svých dětí.
Tento mandát celibátu pro východní katolické kněze ve Spojených státech byl se zvláštním zřetelem k rusínům znovu potvrzen dekretem Cum data fuerit z 1. března 1929, který byl v roce 1939 obnoven na dalších deset let. Nespokojenost mnoha rusínských katolíků ve Spojených státech dala vzniknout Americké karpatsko-rusínské pravoslavné diecézi. Mandát, který platil i v některých dalších zemích, byl zrušen dekretem z června 2014.
Zatímco většina východních katolických církví připouští ženaté muže ke kněžskému svěcení (ačkoli po vysvěcení kněží nemohou uzavírat manželství), některé přijaly povinný kněžský celibát, jako je tomu v latinské církvi. Patří mezi ně Syromalankarská katolická církev a Syromalabarská katolická církev se sídlem v Indii a Koptská katolická církev.
V roce 2014 papež František schválil nové normy pro ženaté duchovní ve východních katolických církvích prostřednictvím kánonu 758 § 3 CCEO. Nové normy zrušily předchozí normy a nyní umožňují těm východokatolickým církvím, které mají ženaté duchovní, vysvěcovat ženaté muže uvnitř tradičně latinských území a udělovat fakulty uvnitř tradičně latinských území ženatým východním katolickým duchovním, kteří byli dříve vysvěceni jinde. Tato druhá změna dovoluje ženatým východním katolickým kněžím následovat své věřící do kterékoli země, kam mohou emigrovat, čímž se řeší problém, který vyvstal s odchodem tolika křesťanů z východní Evropy a Blízkého východu v posledních desetiletích.

## Seznam východních katolických církví

Země, které mají sídla východních katolických partikulárních církví
Legenda: Tmavě červená: Země, ve kterých se nacházejí sídla církví byzantského obřadu. Zelená: Země, ve kterých sídlí církve alexandrijského obřadu. Žlutá: Země, ve kterých sídlí církve jiných obřadů (západosyrská, východosyrská a arménská). Modrá: Všechny ostatní země, které jsou zcela nebo částečně pokryty územím východních katolických partikulárních církví.

Viz též: Seznam křesťanských denominací podle počtu členů
Annuario Pontificio Svatého stolce uvádí následující seznam východních katolických církví s hlavním biskupským sídlem každé z nich a zeměmi (nebo většími politickými oblastmi), kde mají církevní jurisdikci, k nimž je zde v závorce přidáno datum sjednocení nebo založení a v závorce počet členů. Celkový počet členů všech východních katolických církví činí nejméně 16 336 000 osob. Eternal Word Television Network (EWTN) uvádí stejný seznam s tím rozdílem, že liturgické tradice neřadí v abecedním pořadí, v jakém je uvádí Annuario Pontificio i CCEO kánon 28, a jak je uvedeno níže, s Apoštolským exarchátem pro katolíky byzantského obřadu v České republice, který je pro Svatý stolec kanonicky součástí rusínské katolické církve, zachází, jako by šlo o samostatnou autonomní církev.
|        | Název                                       | Uznání                                                  | Obřad         | Sídlo                                                            | Uspořádání                                  | Jurisdikce | Biskupové | Počet členů  |
| ------ | ------------------------------------------- | ------------------------------------------------------- | ------------- | ---------------------------------------------------------------- | ------------------------------------------- | ---------- | --------- | ------------ |
|        | Koptská katolická církev                    | 1741                                                    | Alexandrijský | Katedrála Panny Marie Egyptské, Káhira, Egypt                    | Patriarchát                                 | 8          | 13        | 187,320      |
|        | Eritrejská katolická církev                 | 2015                                                    | Alexandrijský | Katedrála Kidane Mehret, Asmara, Eritrea                         | Metropolitát                                | 4          | 4         | 167,722      |
|        | Etiopská katolická církev                   | 1846                                                    | Alexandrijský | Katedrála Narození Panny Marie, Addis Abeba, Etiopie             | Metropolitát                                | 4          | 4         | 70,832       |
|        | Arménská katolická církev                   | 1742                                                    | Arménský      | Katedrála sv. Eliáše a sv. Řehoře Osvětitele, Bejrút, Libanon    | Patriarchát                                 | 18         | 16        | 757,726      |
|        | Albánská řeckokatolická církev              | 1628                                                    | Byzantský     | Prokatedrála Panny Marie a sv. Ludvíka, Vlora, Albánie           | Apoštolská administratura (Jižní Albánie)   | 1          | 2         | 1,000–4,028  |
|        | Běloruská řeckokatolická církev             | 1596                                                    | Byzantský     | žádné                                                            | Apoštolská vizitace                         | 0          | 0         | 4,000–9,000  |
|        | Bulharská řeckokatolická církev             | 1861                                                    | Byzantský     | Katedrála Zesnutí Panny Marie, Sofie, Bulharsko                  | Eparchie (Sofie)                            | 1          | 1         | 6,000–10,000 |
|        | Řeckokatolická církev v Chorvatsku a Srbsku | 1611                                                    | Byzantský     | několik                                                          | neexistuje jednotná struktura               | 2          | 2         | 42,965       |
|        | Řecká katolická církev                      | 1911                                                    | Byzantský     | několik                                                          | neexistuje jednotná struktura               | 2          | 2         | 500–6,016    |
|        | Maďarská řeckokatolická církev              | 1912                                                    | Byzantský     | Katedrála v Hajdúdorogu, Debrecín, Maďarsko                      | Metropolitát (Hajdúdorog)                   | 3          | 4         | 262,484      |
|        | Italsko-albánská církev                     | 1784                                                    | Byzantský     | několik                                                          | neexistuje jednotná struktura               | 3          | 2         | 60,162       |
|        | Makedonská řeckokatolická církev            | 2001                                                    | Byzantský     | Katedrála Nanebevzetí Panny Marie, Strumica, Severní Makedonie   | Eparchie (Strumica-Skopje)                  | 1          | 1         | 11,374       |
|        | Melchitská řeckokatolická církev            | 1726                                                    | Byzantský     | Katedrála Zesnutí Panny Marie, Damašek, Sýrie                    | Patriarchát                                 | 29         | 35        | 1,568,239    |
|        | Rumunská řeckokatolická církev              | 1697                                                    | Byzantský     | Katedrála Nejsvětější Trojice, Blaj, Rumunsko                    | Arcibiskupství maior (Făgăraș a Alba Iulia) | 7          | 8         | 150,593      |
|        | Ruská řeckokatolická církev                 | 1905                                                    | Byzantský     | žádné                                                            | žádné                                       | 2          | 0         | 30,000       |
|        | Rusínská řeckokatolická církev              | 1646                                                    | Byzantský     | Byzantská katolická katedrála sv. Jana Křtitele, Pittsburgh, USA | Metropolitát                                | 6          | 8         | 417,795      |
|        | Slovenská řeckokatolická církev             | 1646                                                    | Byzantský     | Chrám svatého Jana Křtitele, Prešov, Slovensko                   | Metropolitát (Prešov)                       | 4          | 6         | 211,208      |
|        | Ukrajinská řeckokatolická církev            | 1595                                                    | Byzantský     | Patriarchální katedrála Kristova vzkříšení, Kyjev, Ukrajina      | Arcibiskupství maior (Kyjevsko-Haličské)    | 35         | 50        | 4,471,688    |
|        | Chaldejská katolická církev                 | 1552                                                    | Východosyrský | Katedrála Panny Marie Bolestné, Bagdád, Irák                     | Patriarchát                                 | 23         | 23        | 628,405      |
|        | Syrsko-malabarská katolická církev          | zřejmě 1. stol., současná hierarchie od r. 1923         | Východosyrský | Katedrála Panny Marie, Ernakulam, Kérala, Indie                  | Arcibiskupství maior                        | 35         | 63        | 4,251,399    |
|        | Maronitská katolická církev                 | zřejmě 7. stol., znovuvstoupení do společenství r. 1154 | Západosyrský  | Katedrála v Bkerké, Bkerké, Libanon                              | Patriarchát                                 | 29         | 50        | 3,498,707    |
|        | Syrská katolická církev                     | 1781                                                    | Západosyrský  | Syrská katolická katedrála sv. Pavla, Damašek, Sýrie             | Patriarchát                                 | 16         | 20        | 195,765      |
|        | Syrsko-malankarská katolická církev         | 1930                                                    | Západosyrský  | Katedrála Panny Marie, Pattom, Kérala, Indie                     | Arcibiskupství maior                        | 12         | 14        | 458,015      |
|        | Další                                       |                                                         | různé         | několik                                                          | Ordinariáty                                 | 6          | 6         | 47,830       |
| Celkem |                                             |                                                         |               |                                                                  |                                             | 250        | 320       | 17,836,000   |

Poznámky k tabulce[t 1–11]:
1. ↑  Není-li u albánské, běloruské a ruské církve uvedeno jinak.
2. ↑  Běloruská řeckokatolická církev je neorganizovaná a od roku 1960 ji spravují Apoštolští vizitátoři.
3. 1 2  Řeckokatolická církev v Chorvatsku a Srbsku se skládá ze dvou jurisdikcí: Řeckokatolická eparchie Križevci zahrnující Chorvatsko, Slovinsko, Bosnu a Hercegovinu a Řeckokatolická eparchie Ruski Krstur zahrnující Srbsko. Eparchie Križevci je v římskokatolické provincii a eparchie Ruski Krstur bezprostředně podléhá Svatému stolci.
4. 1 2  Řecko-byzantská katolická církev se skládá ze dvou nezávislých apoštolských exarchátů zahrnujících Řecko a Turecko, z nichž každý bezprostředně podléhá Svatému stolci.
5. 1 2  Italsko-albánskou řeckokatolickou církev tvoří dvě nezávislé eparchie (se sídlem v Lungro a Piana degli Albanesi) a jedno územní opatství (se sídlem v Grottaferrata), které bezprostředně podléhají Svatému stolci.
6. 1 2  Ruská řeckokatolická církev zahrnuje dva apoštolské exarcháty (jeden pro Rusko a jeden pro Čínu), z nichž každý bezprostředně podléhá Svatému stolci a každý je po desetiletí neobsazený. Biskup Joseph Werth z Novosibirsku byl Svatým stolcem jmenován ordinářem pro východní katolické věřící v Rusku, i když ne jako exarcha nečinného apoštolského exarchátu a bez vytvoření formálního ordinariátu.
7. ↑  Rusínská katolická církev nemá jednotnou strukturu. Zahrnuje metropolii se sídlem v Pittsburghu, která pokrývá celé Spojené státy, ale také eparchii na Ukrajině a apoštolský exarchát v České republice, které jsou přímo podřízeny Svatému stolci.
8. ↑  Pět ordinariátů pro východní katolíky je víceobřadových a zahrnuje věřící všech východních katolíků na svém území, kteří jinak nepodléhají místnímu ordináři vlastního obřadu. Šestý je výlučně byzantský, ale zahrnuje všechny byzantské katolíky v Rakousku bez ohledu na to, ke které konkrétní byzantské církvi patří.
9. ↑  Šest ordinariátů sídlí v Buenos Aires (Argentina), Vídeň (Rakousko), Belo Horizonte (Brazílie), Paříž (Francie), Varšava (Polsko) a Madrid (Španělsko).
10. ↑  Technicky vzato má každý z těchto ordinariátů svého ordináře, který je biskupem, ale všichni biskupové jsou latinští biskupové, jejichž hlavním úkolem je latinský stolec.

### Členství

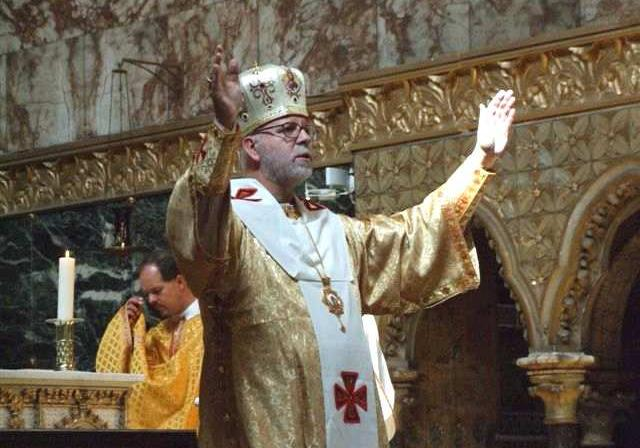
Ukrajinský katolický biskup Paul Chomnycky v Londýně, Spojené království. Příslušníci východních katolických církví dnes žijí po celém světě díky emigraci ze zemí svého původu.

Ve srovnání s latinskou církví, která má více než 1,2 miliardy členů, tvoří východní katolické církve jen malé procento členů katolické církve. Statistiky z roku 2017, které shromáždila Katolická blízkovýchodní asociace (CNEWA), ukazují, že čtyři největší východní katolické církve jsou Ukrajinská řeckokatolická církev se 4,5 milionu členů (zhruba 25 % všech východních katolíků), Syromalabarská katolická církev se 4,3 milionu členů (24 %), Maronitská církev s 3,5 milionu členů (20 %) a Melchitská řeckokatolická církev s 1,6 milionu členů (9 %).

### Další
Seznam ukazuje, že jednotlivá autonomní partikulární církev může mít různé jurisdikce (místní partikulární církve) v několika zemích.
Rusínská řeckokatolická církev je organizována výjimečným způsobem, protože její součástí je metropolie: Rusínská katolická metropolitní církev v Pittsburghu v Pensylvánii ve Spojených státech. Ta je neoficiálně označována také jako Byzantská katolická církev v Americe. Kanonické právo s ní zachází, jako by měla postavení autonomní (sui iuris) metropolitní partikulární církve, a to vzhledem k okolnostem jejího vzniku v roce 1969 jako církevní provincie. V té době byly poměry v rusínské vlasti, známé jako Podkarpatská Rus, takové, že řeckokatolická církev byla sovětskými úřady násilně potlačena. Když komunistická vláda skončila, obnovila se Mukačevská řeckokatolická eparchie (založená v roce 1771). Na počátku 21. století má přibližně 320 000 členů, což je více než v pittsburské metropoli. Kromě toho je jako další součást rusínské katolické církve klasifikován apoštolský exarchát založený v roce 1996 pro katolíky byzantského obřadu v České republice.
Na webových stránkách EWTN je Rusínský katolický apoštolský exarchát v České republice uveden v seznamu východních církví, z nichž všechny ostatní jsou autonomními partikulárními církvemi. Jde o chybu, protože uznání autonomního statutu partikulární církve v rámci katolické církve může udělit pouze Svatý stolec, který tuto církev klasifikuje jako jednu z konstitutivních místních partikulárních církví autonomní (sui iuris) Rusínské katolické církve.

## Pronásledování

### Východní Evropa
Hlavní článek: Římskokatolická církev v Rusku
Studie Metodia Stadnika uvádí: Christopher Zugger v knize The Forgotten (Zapomenutí) píše: „Gruzínský byzantský katolický exarcha, otec Šio Batmanišvii [sic], a dva gruzínští katoličtí kněží latinské církve byli v roce 1937 popraveni sovětskými úřady poté, co byli od roku 1923 drženi v zajetí ve věznici Solovki a v severních gulazích.“ „V roce 1936 měla byzantská katolická církev v Gruzii dvě komunity, kterým sloužil biskup a čtyři kněží, s 8 000 věřícími“ a biskupa identifikuje jako Šio Batmalašviliho. Vasyl Ovsijenko [uk] na stránkách Ukrajinské helsinské unie pro lidská práva uvádí, že „katolický administrátor pro Gruzii Šio Batmalašvili“ byl jedním z těch, kteří byli v roce 1937 popraveni jako „protisovětské elementy“.
Zugger nazývá Batmalašviliho biskupem; Stadnik je nejednoznačný, nazývá ho exarchou, ale dává mu titul otec; Ovsijenko o něm hovoří pouze jako o „katolickém správci“, aniž by upřesnil, zda byl biskupem nebo knězem a zda měl na starosti latinskou nebo byzantskou jurisdikci.
Pokud byl Batmalašvili exarchou, a ne biskupem spojeným s latinskou diecézí Tiraspol, která sídlila v Saratově na Volze a k níž patřili i gruzínští katolíci byzantského obřadu, znamenalo by to, že gruzínská katolická církev byzantského obřadu existovala, i když jen jako místní partikulární církev. Protože však zřízení nové hierarchické jurisdikce musí být zveřejněno v Acta Apostolicae Sedis a v tomto oficiálním věstníku Svatého stolce žádná zmínka o zřízení takové jurisdikce pro byzantské gruzínské katolíky neexistuje, jeví se toto tvrzení jako neopodstatněné.
Ve 30. letech 20. století se vydání Annuario Pontificio o Batmalašvilim nezmiňuje. Pokud byl skutečně biskupem, mohl být jedním z těch, kteří byli tajně vysvěceni pro službu církvi v Sovětském svazu francouzským jezuitským biskupem Michelem d'Herbigny, který byl v letech 1925–1934 předsedou Papežské komise pro Rusko. Za tehdejších okolností by Svatý stolec nebyl schopen zřídit v Sovětském svazu nový byzantský exarchát, protože řeckokatolíci v Sovětském svazu byli nuceni připojit se k ruské pravoslavné církvi.
Batmalašviliho jméno není mezi těmi, kteří jsou uváděni jako čtyři „podzemní“ apoštolští administrátoři (z nichž pouze jeden byl zřejmě biskupem) pro čtyři části, na které byla diecéze Tiraspol rozdělena poté, co v roce 1930 rezignoval její poslední biskup Josef Alois Kessler, který byl již v exilu. Tento pramen uvádí jako apoštolského administrátora „Tbilisi a Gruzie“ otce Stefana Demurova a uvádí, že byl popraven v roce 1938. Jiné zdroje spojují Demurowa s Ázerbájdžánem a uvádějí, že spíše než popraven zemřel v sibiřském gulagu.
Až do roku 1994 uváděla americká výroční publikace Catholic Almanac mezi řeckokatolickými církvemi „gruzínskou“ a až do opravy v roce 1995 se zřejmě dopouštěla podobného omylu jako na stejně neoficiálních stránkách EWTN o českých řeckokatolících.
V meziválečném období 20. století existovalo mezi etnickými Estonci v pravoslavné církvi v Estonsku krátce trvající řeckokatolické hnutí, které se skládalo ze dvou až tří farností a nebylo povýšeno na úroveň místní partikulární církve s vlastním představeným. Tato skupina byla zlikvidována sovětským režimem a v současné době zanikla.

### Muslimský svět
Hlavní články: Křesťanství na Blízkém východě, Pronásledování křesťanů a Genocida křesťanů Islámským státem
Muslimské pronásledování křesťanů se datuje od vzniku islámu a pokračuje i ve 21. století. Mezi země, ve kterých křesťané trpí akutní diskriminací, pronásledováním a často i smrtí, patří např. Somálsko, Sýrie, Irák, Afghánistán, Saúdská Arábie, Maledivy, Pákistán, Írán, Jemen, Palestinská území, Egypt, Turecko, Katar, Uzbekistán, Jordánsko, Omán, Kuvajt, Kazachstán, Tádžikistán, Turkmenistán, Kyrgyzstán, Eritrea, Spojené arabské emiráty a Severní Kavkaz.

### Spojené státy americké
Viz též: Pravoslavná církev v Americe a Alexis Toth
Přestože členové východních katolických církví ve Spojených státech, z nichž většina byli relativně noví přistěhovalci z východní Evropy, nebyli vystaveni takovému fyzickému nebezpečí nebo pronásledování ze strany státních orgánů jako ve východní Evropě nebo na Blízkém východě, naráželi na potíže způsobené nepřátelstvím ze strany latinského církevního kléru, který ovládal katolickou hierarchii ve Spojených státech a který je považoval za cizí. Zejména imigrace kněží východního ritu, kteří byli ženatí, což bylo v jejich církvích běžné, ale v latinských církvích velmi vzácné, byla zakázána nebo přísně omezena a někteří biskupové latinské církve aktivně zasahovali do pastorační činnosti těch, kteří přišli. Někteří biskupové se snažili zakázat všem nelatinským katolickým kněžím, aby do Spojených států vůbec přicházeli. Mnoho východních katolických přistěhovalců do Spojených států se tak buď asimilovalo do latinské církve, nebo se připojilo k východní pravoslavné církvi. Jeden z bývalých východních katolických kněží, Alexis Toth, je dobře známý tím, že po kritice a sankcích ze strany latinských autorit včetně biskupa z arcidiecéze Saint Paul a Minneapolis Johna Irelanda opustil katolickou církev a připojil se k pravoslavné církvi. Toth byl kanonizován jako východní pravoslavný světec za to, že přivedl až 20 000 nespokojených bývalých východních katolíků k pravoslavné církvi, zejména k americké karpatsko-ruské pravoslavné diecézi.